# Adam Kraska
Adam Kraska (ur. 28 września 1985 w Jarocinie) – polski duchowny rzymskokatolicki, poeta, dr teologii dogmatycznej, regionalista, duszpasterz nauczycieli oraz wychowawców Diecezji kaliskiej.

## Życiorys
Wychowywał się w Witaszycach. 
W roku 2011 obronił pracę magisterską Cierpienie w myśli Simon Weil na Uniwersytecie im. Adama Mickiewicza w Poznaniu. 26 maja 2011 rska przyjął święcenia kapłańskie. Dyrektor Technikum Imienia Świętego Józefa w Kaliszu. 4 marca 2015 roku zdał egzamin licencjacki z teologii fundamentalnej na UAM w Poznaniu. Pracę doktorską Wymiar transcendencji „Dekalogu” Krzysztofa Kieślowskiego wobec dylematów współczesnego człowieka obronił w 2017 roku.
Adam Kraska wypromował Dni Kultury Chrześcijańskiej w Ostrowie Wielkopolskim, tworzył różne konkursy im. Wojciecha Bąka o tematyce religijnej, które stały się powszechne w wielu szkołach powiatu ostrowskiego, założył „miniteatr”, który organizuje huczne spektakle uliczne, w tym Misterium Męki Pańskiej oraz Pochód Trzech Króli. Ksiądz inicjował Marsz Świętych, Orszak Trzech Króli, konkursy im. Michała Kozala. W czasie kariery stworzył oraz został dyrektorem i nauczycielem religii Technikum Imienia Świętego Józefa w Kaliszu (szkoły średniej) działającej od września 2017 roku. 

## Twórczość
- Tomiki wierszy:
  - „Więźniowie nadziei”
  - „Stwórco czekania”
  - „Pragnienie niedoczekań” (2016, Republika Ostrowska[6])
  - „Wrzesień mijania” (2018, Republika Ostrowska[7]).

- Książki:
  - „Stwórco czekania: tryptyk” (2012, Republika Ostrowska, oraz Agatą Antkowiak[8]).
  - „Drogą Maryi: droga krzyżowa ostrowskich środowisk twórczych 2015” (2015, Republika Ostrowska, oraz Andrzej Leraczyk, Cezary Janiszewski, Jerzy Wojtaszek, Marian Sikorski, Paweł Moch, Małgorzata i Tomasz Mielochowie, Bogumiła Gruszczyńska-Kozan[9])
  - „Dobry Łotr”[10]

- Monografia: „Apostoł wielkiej dobroci”.
- Audiobook: "Ucieszyła mnie chwila".
- Śpiewnik: „Miłosierni jak Ojciec : śpiewnik Granatowej” (2016, Republika Osrowska, oraz Marianna Łyskawa, Dorota Marszałek, Tomasz Mieloch[11])

- Rozważania drogi krzyżowej: „Stojąc na rozdrożu” (2018, Republika Ostrowska[12]).
- Autor biogramu w pamiętniku księżnej Elżbiety Radziwiłłówny: „Fala przeszłości”
- Współtwórca kalendarium historycznego pt. „Wspomnienia z kulturkampfu” oraz życiorysu ks. Walentego Śmigielskiego (wraz z ks. Alfredem Mąką)[1]

## Nagrody i wyróżnienia
W 2014 roku został pierwszym księdzem w historii Ostrowa Wielkopolskiego, który został uhonorowany tytułem „Ostrowianina Roku”. Wygrał wówczas w plebiscycie organizowanym przez Przewodniczącego Rady Miejskiej Ostrowa Wielkopolskiego. Dostał także Nagrodę Prezydenta Miasta za działalność na rzecz człowieka oraz wygrał Konkurs Jednego Wiersza na najlepszą interpretację głosową własnego utworu (organizowany w ramach festiwalu „Wszystko jest poezją”).